# تيرينس كيف
تيرينس كيف (بالإنجليزية: Terence Cave)‏ هو باحث في الرومانسية بريطاني، ولد في 1 ديسمبر 1938 في بورنموث في المملكة المتحدة.